# 무자력
무자력(無資力)이란 채무초과라는 의미로 채무자가 부담하는 채무의 합계가 현재 가지고 있는 적극재산의 합을 초과하는 경우를 뜻한다.

## 판례
- 채무자의 재산적 법률행위로 말미암아 채무자의 채무총액이 적극재산을 초과한다는 것이 확정되지 아니하고서는 채무자에게 채권자를 해하는 법률행위가 있었다고 단정할 수 없다[1]
- 채무자가 연속하여 수개의 재산처분행위를 한 경우에는 각 행위별로 그로 인하여 무자력이 초래되었는지 여부에 따라 사해성 여부를 판단하는 것이 원칙이지만, 그 일련의 행위를 하나의 행위로 볼 특별한 사정이 있는 때에는 이를 일괄하여 전체로서 사해성이 있는지 판단하게 되고, 이 때 그러한 특별 사정이 있는지 여부를 판단함에 있어서는 처분의 상대방이 동일한지, 처분이 시간적으로 근접한지, 상대방과 채무자가 특별한 관계가 있는지, 처분의 동기 내지 기회가 동일한지 등의 구체적인 기준이 되어야 한다[2]

### 사해행위취소소송에서 채무자의 무자력 판단 방법
- 사해행위취소의 요건으로서의 무자력이란 채무자의 변제자력이 없음을 뜻하는 것이고 특히 임의변제를 기대할 수 없는 경우에는 강제집행을 통한 변제가 고려되어야 하므로, 소극재산이든 적극재산이든 위와 같은 목적에 부합할 수 있는 재산인지 여부가 변제자력 유무 판단의 중요한 고려요소가 되어야 한다(채무자 명의로 정기예금을 하였으나 채무자의 아들이 그 정기예금 채권에 대하여 무기명의 양도성예금증서를 발급받아 소지하고 있다가 처분한 경우 채무자의 채권자들이 양도성예금증서의 존재를 쉽게 파악하고, 이를 집행의 대상으로 삼을 수 있었다는 특별한 사정이 있는 경우에 한하여 그 양도성예금증서가 표창하는 예금채권 상당액을 채무자의 적극재산으로 볼 수 있다[3].

## 같이 보기
- 채권자취소권
- 사해행위